# Arbanitis montanus
Espèce
Synonymes
- Misgolas montanus (Rainbow & Pulleine, 1918)

Arbanitis montanus est une espèce d'araignées mygalomorphes de la famille des Idiopidae.

## Distribution
Cette espèce est endémique de Nouvelle-Galles du Sud en Australie. Elle a été découverte dans les Jenolan Caves.

## Description
La carapace du mâle mesure 6,8 mm de long sur 5,5 mm et l'abdomen 6,7 mm de long sur 3,8 mm et la carapace de la femelle mesure 10,2 mm de long sur 7,2 mm et l'abdomen 13,4 mm de long sur 8,2 mm.

## Publication originale
- Rainbow & Pulleine, 1918 : Australian trap-door spiders. Records of the Australian Museum, vol. 12, p. 81-169 (texte intégral).